# Teucholabis (Teucholabis) cocaensis
Teucholabis (Teucholabis) cocaensis is een tweevleugelige uit de familie steltmuggen (Limoniidae). De soort komt voor in het Neotropisch gebied.